# Immigration and Nationality Act of 1965

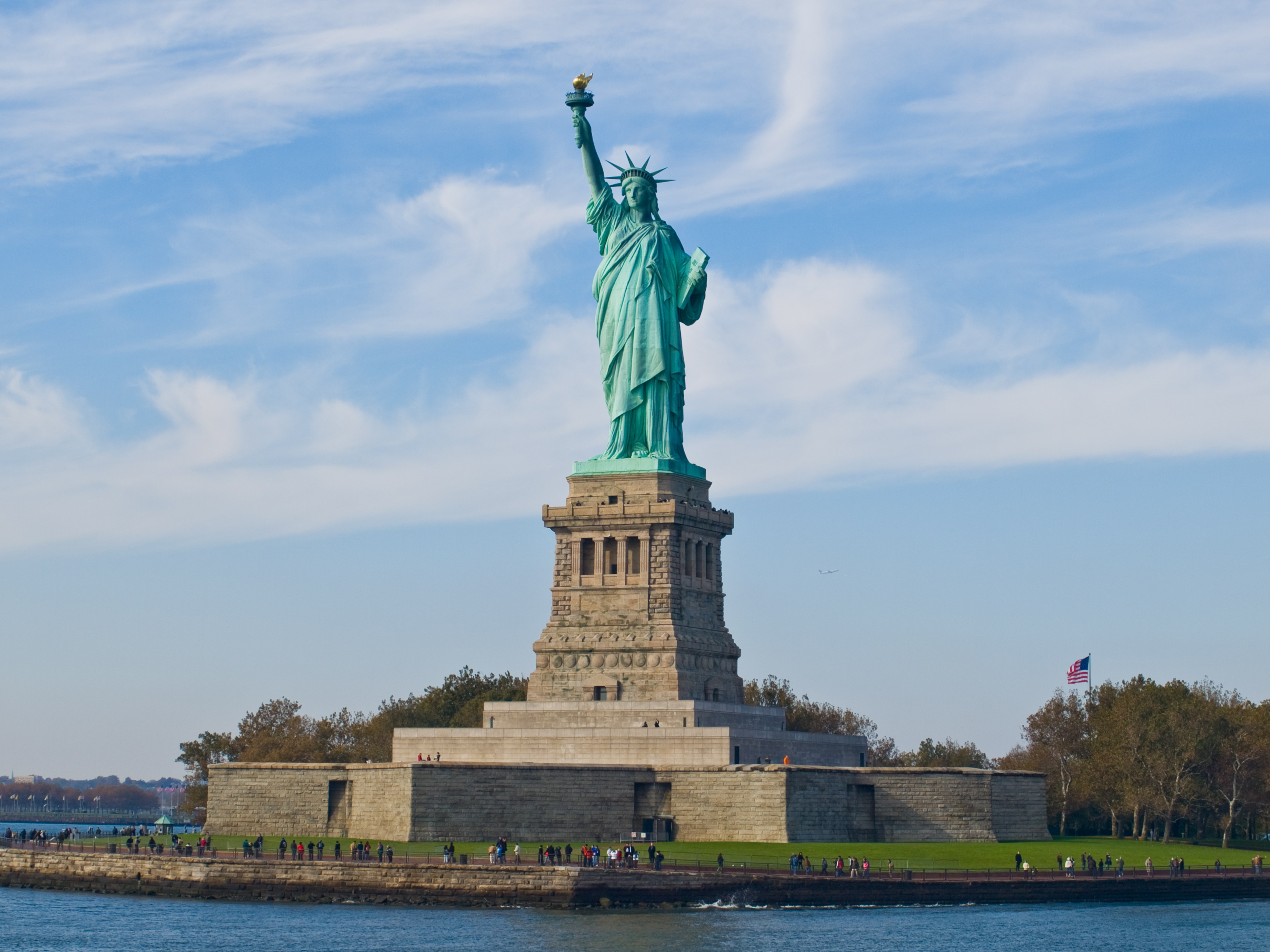
Prezydent Lyndon B. Johnson podpisał ustawę pod Statuą Wolności, stwierdzając w przemowie: „[Dotychczasowy] system łamał podstawową zasadę amerykańskiej demokracji – aby oceniać i nagradzać każdego człowieka na podstawie jego własnych zasług.”

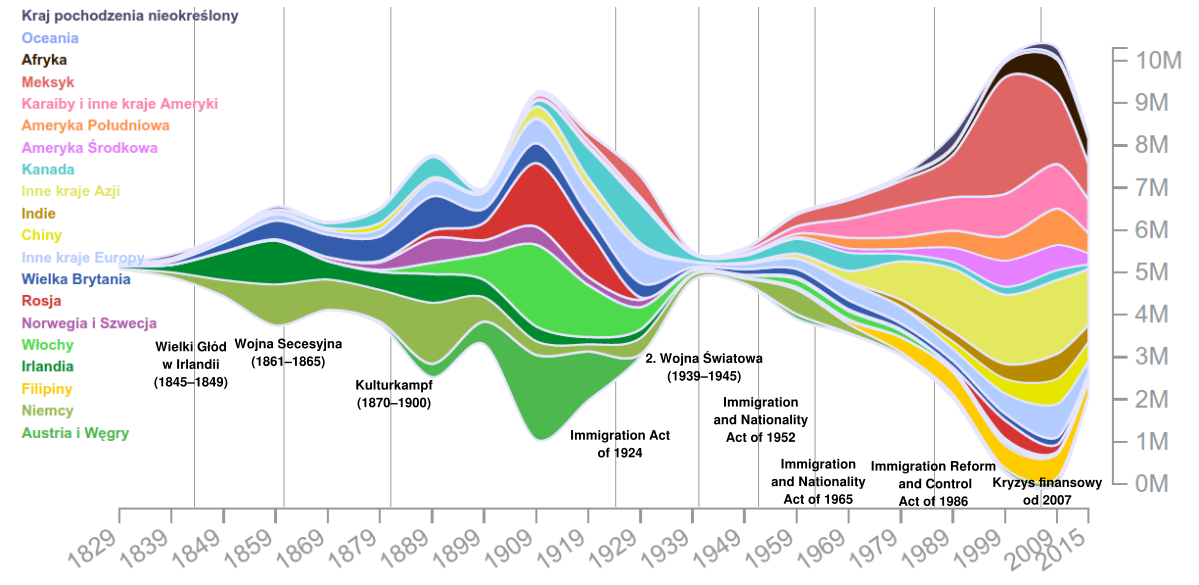
Napływ imigrantów do USA według państw pochodzenia w okresie 1820–2015

Immigration and Nationality Act of 1965, ustawa Harta–Cellera – federalne prawo Stanów Zjednoczonych, uchwalone 3 października 1965 r. i wprowadzone w życie 30 czerwca 1968 r., liberalizujące zasady polityki imigracyjnej i wizowej tego kraju. Ustawa zreformowała limity kwotowe stosowane od 1924 r., silnie preferencyjne dla krajów Europy Zachodniej, i zakazała dyskryminacji imigrantów na gruncie płci, rasy i pochodzenia narodowego. Wprowadziła nowy, mieszany system, złożony z:
- ogólnego limitu imigracji proporcjonalnego do aktualnej populacji USA, początkowo ustalonego na 290 000 imigrantów rocznie,
- limitów dla poszczególnych krajów na poziomie maksymalnie 20 000 rocznie,
- kilku kategorii wiz o ograniczonej liczbie, m.in. dla wysoko wykwalifikowanych pracowników,
- kilku kategorii wiz o nieograniczonej ilości, m.in. dla najbliższych wstępnych i zstępnych krewnych rezydentów.

Wcześniejsze prawa cechowała silna dyskryminacja rasowa i etniczna wobec imigrantów. W pewnych okresach obowiązywał całkowity zakaz imigracji z takich krajów jak Chiny i Japonia (w związku z lękami przed tzw. żółtym niebezpieczeństwem). Od 1924 r. do 1968 r., w ramach ustawy Johnsona–Reeda, obowiązywał system kwot proporcjonalnych do składu etnicznego USA według spisu ludności z 1890 r. W rezultacie przez większość tego okresu ok. 86,5% limitu przypadało dla krajów Europy Zachodniej i Północnej, 11,2% dla krajów Europy Środkowej, Wschodniej i Południowej, a jedynie 2,3% dla wszystkich pozostałych państw.
Ustawa została stworzona i przyjęta z politycznym uznaniem zarówno Partii Republikańskiej (85% poparcia w głosowaniu), jak i Partii Demokratycznej (74% poparcia), oraz prezydenta Johna F. Kennedy’ego, który określił dotychczasową sytuację jako „praktycznie nieakceptowalną”. Głównymi autorami i promotorami ustawy byli kongresmen Emanuel Celler, oraz senatorzy Philip Hart i Ted Kennedy. Najważniejszą grupę oponentów ustawy stanowili demokratyczni senatorzy z południowych stanów; wywalczyli oni poprawki zmniejszające kwoty dla wysoko wykwalifikowanych pracowników, i zwiększające limity dla krewnych rezydentów, w przekonaniu że pomoże to zachować skład etniczny USA. Ustawę podpisał, już po śmiertelnym zamachu na Kennedy’ego, kolejny prezydent, Lyndon B. Johnson, stwierdzając w przemowie pod Statuą Wolności:

„Ludziom, których talentu i umiejętności potrzebujemy, odmawiano wstępu, ponieważ pochodzili z krajów Europy Południowej lub Wschodniej, bądź z jednego z rozwijających się kontynentów.
Ten system łamał podstawową zasadę amerykańskiej demokracji – aby oceniać i nagradzać każdego człowieka na podstawie jego własnych zasług. Było to w najgłębszym sensie nieamerykańskie, ponieważ sprzeniewierzało się nadziei, która wiodła ku tym brzegom tysiące, nawet zanim staliśmy się krajem.
Dziś, z moim podpisem, ten system zostaje zakończony.”

Interpretacja zapisów ustawy była kilkakrotnie przedmiotem dyskusji, np. w odniesieniu do rozporządzenia wykonawczego 13769 wydanego przez prezydenta Donalda Trumpa w 2017 r., zawieszającego przyjmowanie w USA migrantów i uchodźców z siedmiu krajów. Według części komentatorów, np. Andrew C. McCarthy’ego, prezydent USA ma prawo podejmować takie decyzje, tak jak uczynił w 1980 r. prezydent Jimmy Carter w reakcji na ówczesne wydarzenia w Iranie. Według innych opinii, np. Davida Biera z Cato Institute, jeśli taka decyzja nie jest uzasadniona konkretnym wydarzeniem, jest w świetle ustawy nielegalna.